# Horten
Horten é uma comuna da Noruega, com 69 km² de área e 24 671 habitantes (censo de 2004).         
O município inclui além da cidade de Horten, as vilas de Borre, Åsgårdstrand, Skoppum and Nykirke.
Possui observatório, academia naval, museu naútico, arsenal, estaleiros. Praticamente, forma um todo com Karl-Johansvaren, quartel-general da Armada Norueguesa. 